# R102 (IJmuiden)
De Recreatieve weg 102 (r102) is een weg bij in IJmuiden. De weg loopt vanaf de kruising met de r101 en de r103 naar de IJmuiderslag. De route is 6 km lang.
Nieuwvliet: R101 · R102 · R103 · R104 · R105

Ommen: R101 · R102 · R103 · R104 · R105

Schouwen: R101 · R102 · R103 · R104 · R105 · R106 · R107 · R108 · R109 · R110 · R111 · R112

Spaarnwoude: R101 · R102 · R103 · R104 · R105 · R106

Voorthuizen: R101

IJmuiden: R101 · R102 · R103